# Brown-Stanton-Expedition
Die Brown-Stanton-Expedition war eine Unternehmung zur Erkundung des Grand Canyon, also des Flusstals des Colorado River, auf seine Eignung für den Bau einer Eisenbahnstrecke. Die Expedition begann am 25. Mai 1889 am Green River im Utah-Territorium und endete am 26. April 1890 am Golf von Kalifornien.
Der Geschäftsmann Frank Mason Brown hatte die „Denver, Colorado Canyon and Pacific Railroad“-Eisenbahngesellschaft (DCC & PRR Co.) gegründet, deren Ziel der Bau einer Eisenbahnlinie von Colorado nach Kalifornien war, deren Strecke zu einem großen Teil durch den Grand Canyon verlaufen sollte. Über diese Eisenbahnstrecke sollte vor allem in den Rocky Mountains in Colorado geförderte Steinkohle nach San Diego in Kalifornien transportiert werden. Um die Machbarkeit dieses Vorhabens zu prüfen, wurde die Brown-Stanton-Expedition durchgeführt, für die Frank Brown unter anderen den Ingenieur Robert Brewster Stanton und den Fotografen Franklin Asa Nims anwarb. Am 25. Mai 1889 brach die insgesamt 16-köpfige Crew unter Browns Leitung mit sechs Booten am Green River im Utah-Territorium auf. Im Juli 1889 erreichte die Expedition den Marble Canyon im Arizona-Territorium, wo innerhalb von fünf Tagen drei Expeditionsteilnehmer im Colorado River ums Leben kamen: Peter Hansbrough, Henry Richards und der Expeditionsleiter Frank Brown selbst. Am 10. Juli 1889 kenterte Browns Boot, und er ertrank im Colorado River. Die übrige Mannschaft brach die Expedition daraufhin zunächst bis zum Winter 1889/1890 ab. 
Am 10. Dezember 1889 wurde die Expedition unter Leitung des Ingenieurs Robert Brewster Stanton am Crescent Creek (Utah), nahe dem Dandy Crossing, wieder aufgenommen. Diesmal bestand sie aus zwölf Männern, darunter vier Mitglieder der ersten Crew, unter ihnen – neben Robert Brewster Stanton – auch wieder der Fotograf Franklin A. Nims. Am 23. Dezember stiegen sie aus dem Glen Canyon, der seit 1964 im Stausee des Lake Powell versunken ist, auf und begingen das Weihnachtsfest in Lees Ferry, Arizona. Bis zum Neujahrstag 1890 war die Expedition etwa 24 Kilometer weiter gekommen. Franklin A. Nims war dort am 1. Januar 1890 auf eine Klippe gestiegen, um zu fotografieren, verlor aber den Halt und stürzte aus fast sieben Metern Höhe auf Felsen. Dabei brach er sich den Schädel und ein Bein und zog sich ernsthafte innere Verletzungen zu. Er überlebte, verlor aber für mehrere Tage das Bewusstsein und konnte nur mit großer Mühe in einer mehrere Tage beanspruchenden Rettungsaktion aus dem Grand Canyon geborgen werden.
Nims führte ein Tagebuch über seine Grand Canyon-Expedition. 
Robert B. Stanton und seine übrige Mannschaft setzen ihre Grand Canyon-Expedition fort und erreichten am 26. April 1890 schließlich den Golf von Kalifornien. 
Stanton veröffentlichte 1882 das Buch „Availability of the Cañons of the Colorado River for Railway Purposes“ (Deutsch etwa: „Verfügbarkeit der Schluchten des Colorado-Flusses für den Eisenbahn-Zwecke“), aber die geplante Bahnlinie durch den Grand Canyon wurde nie gebaut. 